# Essai sur la bêtise
Essai sur la bêtise est un ouvrage du philosophe Michel Adam, publié en 1975 aux Presses Universitaires de France, dans la collection "Sup". Il a été augmenté par l'auteur et réédité en 2004 aux éditions de La Table Ronde.

## Plan de l'ouvrage
Édition de 1975, 198 p.
Introduction
- Chapitre premier - Prolégomènes

1. L'autre
2. Le discernement
3. L'un et le multiple

Chapitre II - Les fonctions psychologiques
1. Déraisonner
2. L'intelligence en question
3. L'esprit qui ne veut pas souffler

Chapitre III - Les requêtes de l'esprit
1. Le prosaïque
2. Confusion des valeurs
3. Sérieux, pas sérieux

Chapitre IV - Ce que penser veut dire
1. La faute d'imprudence
2. Le devoir de douter
3. Les vertus de la différence
4. La bêtise et les hommes

Conclusion - La paille et la poutre